# Marco Valerio Mesala Corvino

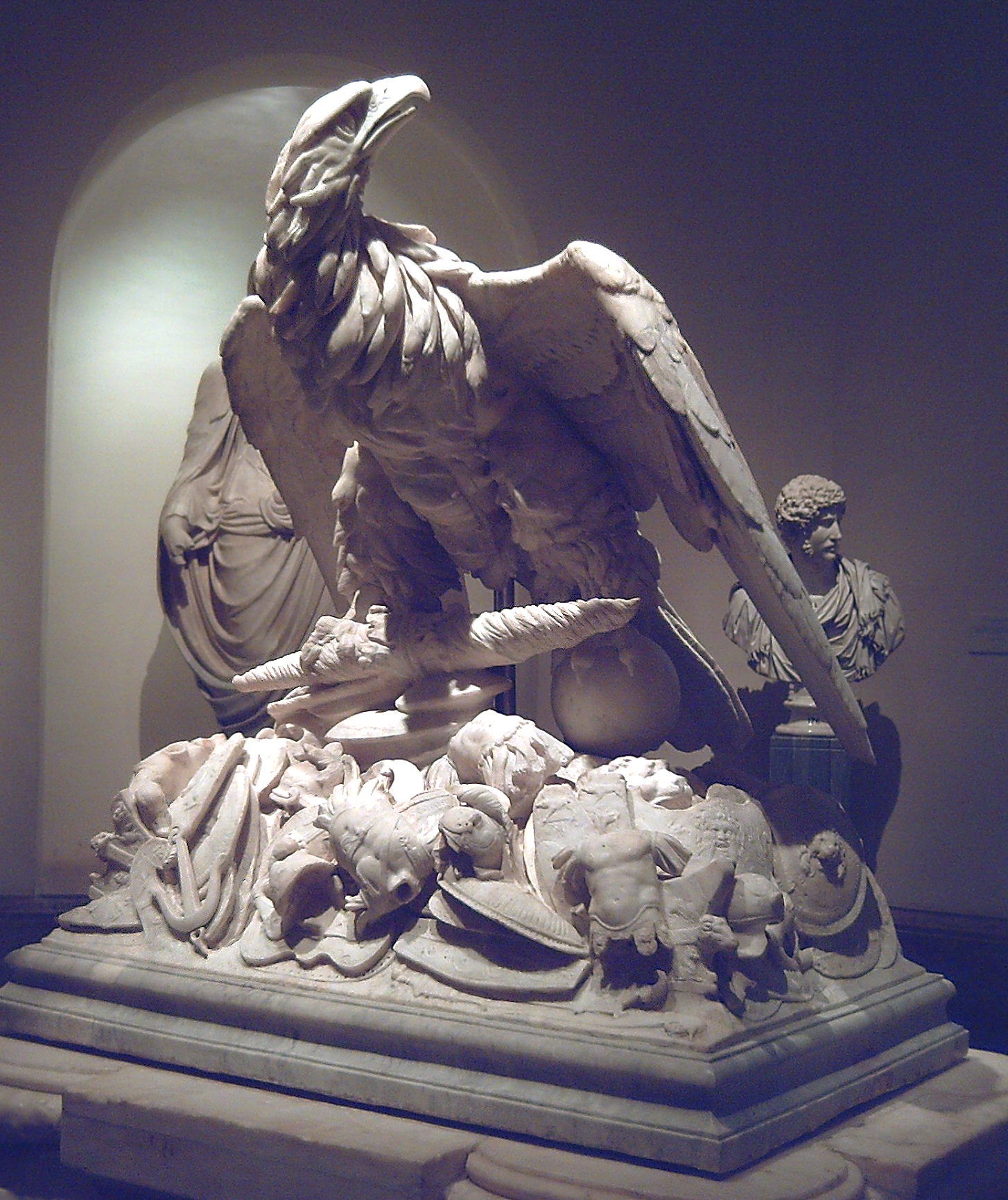
Parte superior de la denominada Apoteosis de Claudio, en realidad tapa del ara funeraria de Marco Valerio Mesala Corvino (realizada a fines del mandato de César Augusto) conservada en el Museo del Prado de Madrid.

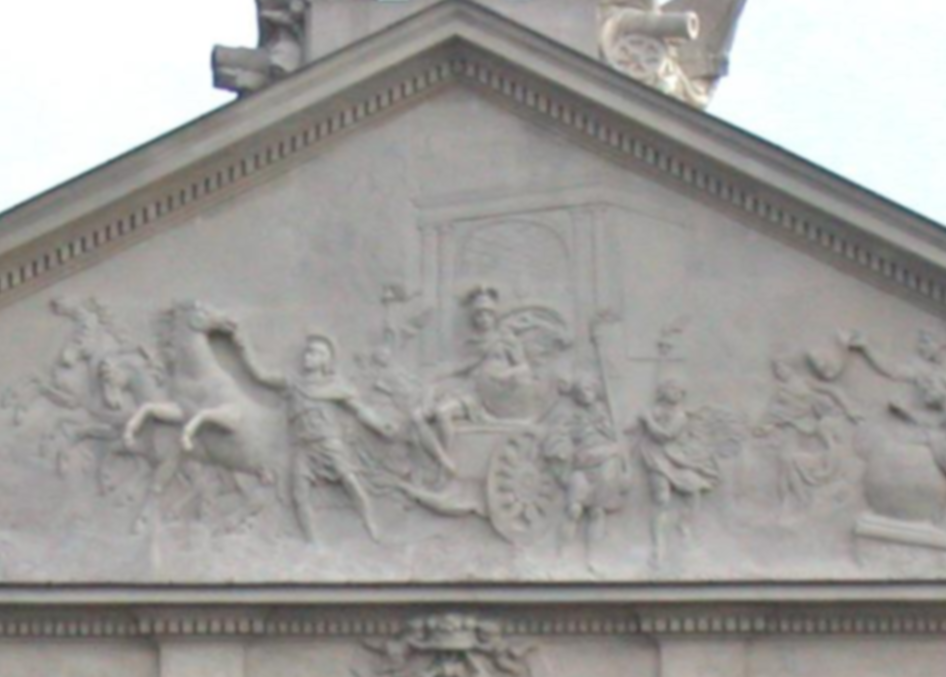
Detalle del Triunfo de Corvino en el Palacio Krasińskide Varsovia. Una antigua leyenda liga a la familia Krasinski con Marco Valerio Mesala Corvino, su supuesto ancestro

Marco Valerio Mesala Corvino (en latín, Marcus Valerius M. f. M. n. Messalla Corvinus), (64 a. C.-8 d. C.) fue un general y político romano además de ser autor y patrón de literatura y arte como creador del llamado Círculo de Mesala.

## Biografía

### Familia
Corvino era hijo del senador y cónsul del año 53 a. C. Marco Valerio Mesala Rufo. Nació, según Eusebio, en 59 a. C., en el mismo año del historiador Tito Livio. Dado que, sin embargo, Mesala ya había ganado cierta reputación por su elocuencia antes del estallido de la guerra civil en el año 43 a. C., la fecha de su nacimiento, cerca de 70 a. C., parece ser más certera.
Se cree que Mesala Corvino estuvo casado dos veces. Su primer matrimonio fue con una Calpurnia, posiblemente la hija de Marco Calpurnio Bíbulo, y de este primer matrimonio, tuvo dos hijos: una hija llamada Valeria Mesalina, quien pudo haber sido la abuela paterna de la emperatriz romana Estatilia Mesalina, y un hijo llamado Marco Valerio Mesala Mesalino, que fue cónsul romano en el año 3 a. C. Mesala Corvino tuvo un segundo hijo, Marco Aurelio Cota Máximo Mesalino, cónsul en 20 nacido, según se cree, de una segunda esposa de nombre desconocido producto de la brecha de 23 años existente entre el consulado de su hijo mayor, M. Valerius Messalla Messallinus y el consulado de su hijo menor, M. Aurelius Cotta Maximus Messalinus. Nombran a otro hijo llamado Cotta Maximus, amigo y acompañante del poeta  Publio Ovidio Nasón.
Valeria, una pariente de Corvino, tal vez su hermana, se casó con el cónsul romano Quinto Pedio, quien era primo materno del emperador César Augusto. Valeria y Pedio tuvieron un único hijo llamado Quinto Pedio Publícola, que fue un gran orador. El hijo de Publícola, fue el famoso pintor sordo Quinto Pedio, el cual fue criado por su tío-abuelo Mesala Corvino.

### Juventud
Corvino fue educado en parte en Atenas, junto a Horacio y al hijo de Cicerón. En su juventud Corvino abrazó los principios republicanos y aunque nunca renunció a ellos, posteriormente, con el fin de no ofender al emperador Augusto, no mencionaba sus convicciones en público. 
En el intervalo entre la muerte de César y la formación del triunvirato, Mesala volvió a Italia. Se unió al partido senatorial, y en especial a su líder, Casio, al cual guardó respeto toda su vida. Aun cuando Mesala se hubo pasado al partido de Octaviano, seguía refiriéndose a Casio como «mi general».
Fue proscrito en 43 a. C., pero como sus parientes demostraron que estaba ausente de Roma en el momento del asesinato de César, los triunviros, a pesar de la riqueza e influencia de Mesala, borraron su nombre de la lista, y le ofrecieron seguridad para su persona y sus bienes.
Mesala, sin embargo, rechazó sus ofertas, y se unió a Marco Junio Bruto y Cayo Casio Longino en Asia, quienes lo colocaron en el tercer lugar en el comando del ejército republicano, y en Filipos, en el 42 a. C., en la batalla del primer día, atacó el flanco de Octaviano, irrumpió en su campamento, y estuvo a punto de tomarlo prisionero. Tras la muerte de Bruto y Casio, Mesala, con un numeroso grupo de fugitivos, se refugió en la isla de Tasos. Los republicanos, aunque derrotados, no estaban desorganizados y le ofrecieron el comando de los restos del ejército. Pero él les indujo a aceptar las condiciones honorables de Antonio, a cuya persona se unió. 

### Amigo de Octavio
En el año 40 a. C., Mesala fue elegido pretor suffectus, debido a que todos los pretores elegidos previamente fueron cesados de sus cargos después del Tratado de Brindisi entre Octaviano, Marco Antonio y Lépido. A finales de ese año, él y su colega Lucio Sempronio Atratino convocaron al Senado para presentar a Herodes el Grande, quien recibió el título de Rey de Judea.
Cuando Mesala se dio cuenta de que la influencia de Cleopatra llevaba a Antonio a una ruina fácil de prever, entonces, por tercera vez, cambió de partido y se unió a Octaviano. En 36 a. C., sirvió en la guerra contra Sexto Pompeyo, comandando la flota en ausencia de Agripa. Mesala llevó 3 legiones a la flota de Tito Estatilio Tauro, desde Vibo, en preparación para la invasión de Sicilia. Corvino permaneció en Italia y dio protección a Octaviano, luego de su derrota en Tauromenium. Después de la derrota de Sexto Pompeyo, fue nombrado augur supernumerario. En 34 a. C., según Dion Casio, participó en la campaña en contra de los salasios, una tribu alpina que se había sublevado, sin embargo quien realmente realizó esta acción fue el cónsul del año 30 a. C. Cayo Antistio Veto.

### Cónsulsuffectus
Un decreto del Senado había derogado el consulado de Marco Antonio para 31 a. C., y Mesala fue designado para el cargo. En la batalla de Actium mandó el centro de la flota, donde se distinguió. Tras la derrota de Antonio acompañó a Octaviano al Este. En Daphne, Siria, Mesala demostró ser un partidario sin escrúpulos, mediante la dispersión de las guarniciones y gladiadores de Antonio, a los cuales destruyó, a pesar de que se les había garantizado la vida y la libertad. Procónsul de Aquitania, entre 28 a. C. - 27 a. C., obtuvo un triunfo en 27 a. C. por aplastar la rebelión de los aquitanos.
Poco antes o inmediatamente después de su administración de Aquitania, Mesala fue prefecto de Asia Menor. Él fue designado por el Senado, probablemente en 30 a. C., para saludar a Augusto con el título de Pater Patria y el inicio de su discurso para esta ocasión fue conservado por Suetonio.
Durante los disturbios en los comicios en 27 a. C., Augusto designó a Mesala en el cargo de prefecto de Roma, pero él renunció a los pocos días, porque consideraba sus funciones inconstitucionales. Pudo haber sido en esta ocasión que pronunció la frase «Estoy disgustado con el poder».
Mesala poco después se retiró de todos los cargos públicos, excepto de su augurado. Aproximadamente dos años antes de su muerte, que ocurrió a mediados del reinado de Augusto, 3 a. C. - 3, la memoria comenzó a fallarle, ya que a menudo no podía recordar ni su propio nombre.

## Patrocinio y escritos

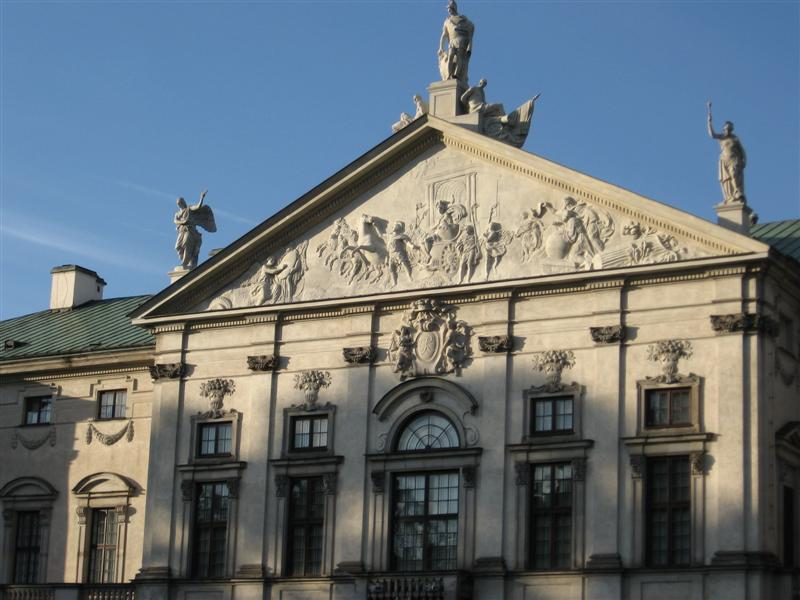
Triunfo de Corvino en Varsovia.

Corvino restauró la calzada entre Tusculum y Alba. Gracias a su iniciativa se construyeron hermosos edificios. Influenció en gran manera la literatura tras Mecenas y se rodeó de importantes literatos como Tibulo o Sulpicia: este grupo era conocido en Roma como el «Círculo de Mesala». Corvino era un gran amigo de Tibulo y Horacio, y Ovidio lo describe como el primero en descubrir sus respectivos trabajos.
El propio Mesala fue autor de varias obras, muchas de las cuales se han perdido. Entre sus obras destacan unas memorias de la guerra civil, escritas tras la muerte de César y usadas como fuente de información por los historiadores Suetonio y Plutarco; poemas bucólicos en griego; traducciones de discursos; versos satíricos y eróticos y ensayos de gramática. Como orador siguió el estilo de Cicerón pero su estilo era más afectado y artificial. Críticas tardías le consideran superior a Cicerón y Tiberio lo adoptó como su modelo. Al final de su vida escribió un trabajo sobre las grandes familias romanas.